# Homotherium
Homotherium ist eine Gattung der ausgestorbenen Säbelzahnkatzen aus dem Pliozän und Pleistozän. Überreste der auch als Scimitarkatze bekannten Gattung wurden in Afrika, Asien, Europa und Amerika gefunden. Sie erreichte etwa die Größe eines Löwen und überlebte in Nordamerika bis zum Ende der letzten Eiszeit (Wisconsin-Glazial) vor etwa 12.000 Jahren.

## Merkmale

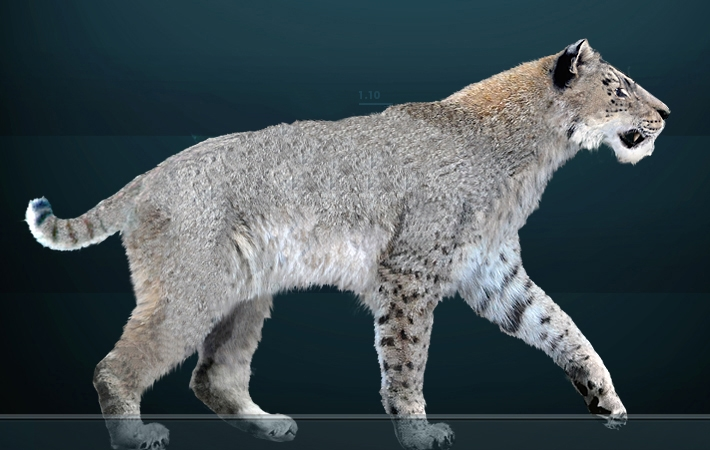
Lebendrekonstruktion von Homotherium

Homotherium war sehr groß. Große Formen aus dem Altpleistozän, die im thüringischen Untermaßfeld gefunden wurden, werden auf etwa 200–400 kg geschätzt. Die Tiere erreichten eine Gesamtlänge von etwa 1,5 bis 2,0 m und eine Schulterhöhe von 0,9 bis 1,1 m, was der Größe eines heutigen Löwen oder Tigers entspricht. Die Gestalt war katzenartig, doch verglichen mit anderen Säbelzahnkatzen weist die Scimitarkatze einige morphologische Besonderheiten auf. Obwohl es sich um ziemlich große und kräftige Tiere handelte, waren sie wesentlich schlanker und hochbeiniger als zum Beispiel Smilodon oder Megantereon, die zur gleichen Zeit ebenfalls in Eurasien, Afrika und Amerika verbreitet waren. Wie bei Smilodon waren die Vorderbeine länger als die Hinterbeine, was zu einer abfallenden Rückenlinie führte. Im Gegensatz zu dieser Gattung hatte Homotherium relativ kurze Eckzähne, die auch stärker gekrümmt, flach, gezackt und messerscharf waren. Mit diesen Waffen konnte es seinen Opfern wohl eher Reisswunden als tiefe Stoßwunden zufügen. Die Backenzähne waren relativ schwach ausgebildet und nicht geeignet, um Knochen zu zerbeißen. Der Schädel war langgestreckter als bei Smilodon. Wie bei anderen Säbelzahnkatzen war der Schwanz ziemlich kurz.
Die Krallen scheinen bei Homotherium nicht vollständig einziehbar gewesen zu sein, was der Wissenschaft gewisse Rätsel aufgibt. Möglicherweise dienten sie, ähnlich wie bei heutigen Geparden, Hunden und Hyänen, als Spikes, um ausdauernde Verfolgungen zu ermöglichen.

## Arten und Verbreitung
Homotherium ist seit dem frühesten Pliozän vor rund 5 Millionen Jahren in Afrika nachgewiesen und dürfte sich aus Machairodus entwickelt haben. Bis ins Pleistozän bewohnte es neben dem afrikanischen Kontinent auch Eurasien und Nordamerika. Die letzten Funde aus Afrika sind 1,5 Millionen Jahre alt.

### Homotherium latidens

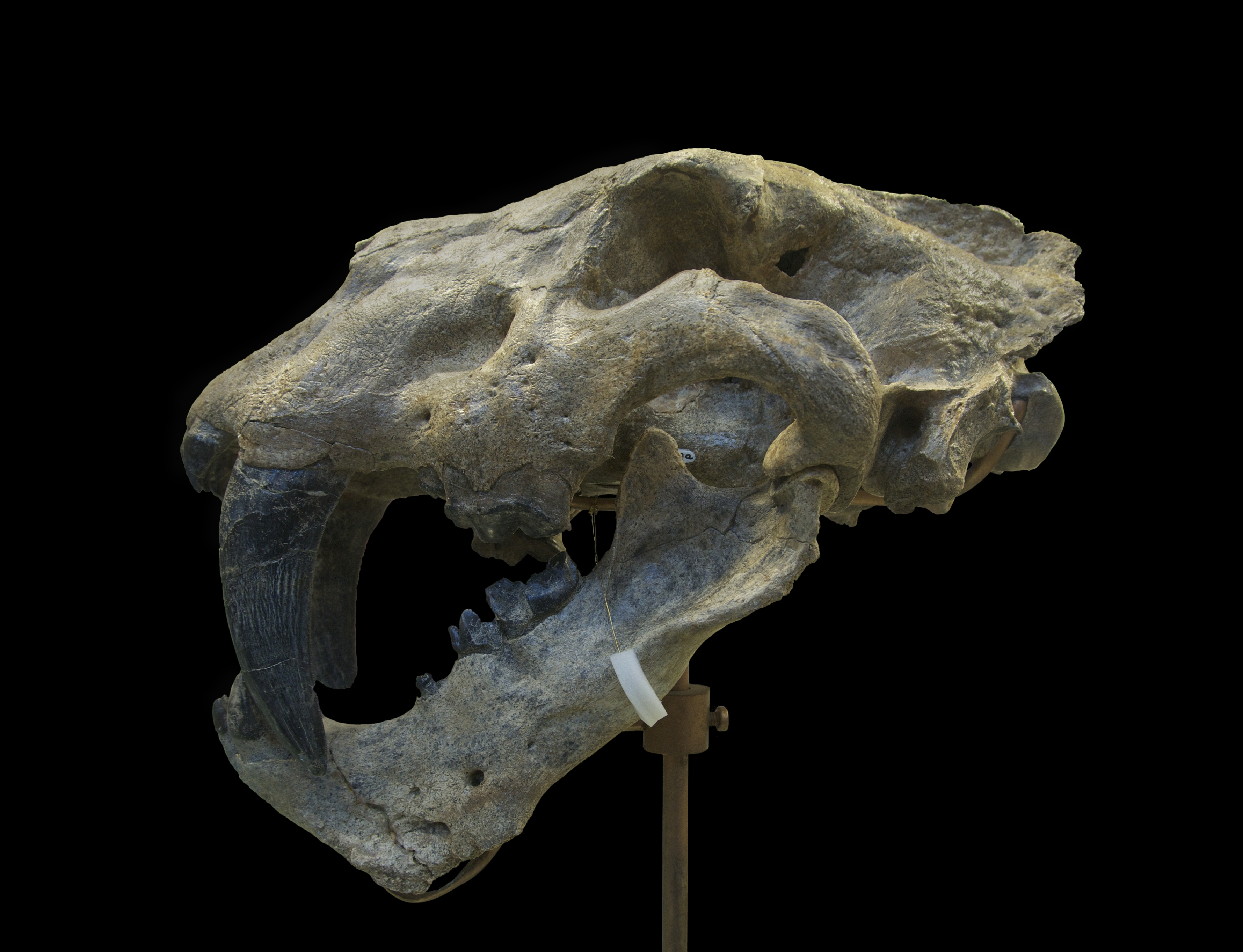
Schädel von Homotherium latidens im Muséum national d’histoire naturelle, Paris

Aus Eurasien wurde eine Reihe von verschiedenen Arten (nestianus, sainzelli, crenatidens, nihowanensis, ultimum) beschrieben, die sich vor allem in der Körpergröße und der Form der Eckzähne unterschieden. Betrachtet man jedoch die innerartliche Schwankungsbreite der Körpergröße heutiger Großkatzen, ist es nicht unwahrscheinlich, dass alle sich auf eine einzige Art Homotherium latidens zurückführen lassen. Aus dem frühen Pleistozän Afrikas wurden Homotherium ethiopicum und Homotherium hadarensis beschrieben, die sich aber auch nur wenig von den eurasischen Formen unterscheiden.
Aus der Überlieferung von Fossilien ergibt sich im Gesamtbild, dass Homotherium latidens als europäische Art der Säbelzahnkatze im Mittelpleistozän vor etwa 500.000–300.000 Jahren ausgestorben ist. Obwohl Homotherium latidens im Alt- und frühen Mittelpleistozän weit verbreitet war und ihre Überreste relativ häufig gefunden werden, sind vollständige Skelettfunde selten. Mehrere Schädel wurden in der katalanischen Fundstelle Incarcal (Provinz Girona) gefunden, weitere Fossilreste stammen aus Senèze (Auvergne). Zu den chronologisch jüngsten, in gesichertem Kontext gefundenen Fossilien gehören jene aus Steinheim an der Murr und aus Schöningen (Niedersachsen), dem Fundort der Schöninger Speere. Beide Fundstellen sind rund 300.000 Jahre alt, an letzterer wurden 2012 vier Zähne sowie wenige Beinknochen entdeckt.
Diesen letzten gesicherten Fossilfunden aus dem Mittelpleistozän stehen einige Funde und Befunde gegenüber, die ein Überleben von Homotherium bis in jüngere Zeiten postulieren. Einige Zähne wurden aus oberpleistozänen Schichten der englischen Kents Cavern berichtet, hier ergaben Untersuchungen an Spurenelementen abweichende Werte zu zeitgleich abgelagerten Fossilien wie von Hyänen, so dass die Objekte wohl von außerhalb anthropogen eingebracht worden waren. Im Jahre 2003 wurde ein Unterkieferfragment aus der Nordsee publiziert, das im März 2000 in der Fahrrinne zum Hafen von Rotterdam beim Netzfischen entdeckt worden war und mit der Radiokarbonmethode auf nur etwa 28.000 BP datiert wurde. Sofern die Befundumstände authentisch sind und das Fossil nicht erst in der Neuzeit durch Menschen an diese Stelle gelangt ist, würde es zeigen, dass die Säbelzahnkatze noch Zeitgenosse des europäischen Cro-Magnon-Menschen war. Als weiterer Hinweis auf das Überleben der Säbelzahnkatze im Jungpleistozän Eurasien wurde eine etwa 16 cm große jungpaläolithische Figurine aus der Höhle von Isturitz in den französischen Pyrenäen angeführt. Die hohe Schnauzenpartie solle an eine Säbelzahnkatze erinnern. Dieser Interpretation widersprechen die Autoren einer Studie aus dem Jahre 2009, die bei der Revision der jungpaläolithischen Kunst keine deutlichen Übereinstimmungen zu Homotherium fanden. Die angeführte Figur, die dem tschechischen Zoologen und Autor Vratislav Mazák nur als Foto vorlag, weist eine für Höhlenlöwen charakteristische Rückenlinie auf, während Säbelzahnkatzen eine abfallende Rückenlinie haben. Im Übrigen gibt es bei der beträchtlichen Zahl von Felidendarstellungen in der jungpaläolithischen Kleinkunst und Höhlenmalerei keine einzige weitere Abbildung, die Hinweise auf die Säbelzahnkatze enthält. Dagegen gibt es zahlreiche Abbildungen des Höhlenlöwen. Falls Homotherium im Jungpleistozän Eurasiens vorkam, muss es extrem selten gewesen sein. Demgegenüber zeigt eine Eismumie, die im Jahr 2020 im Permafrost an der Badjaricha, ein Nebenfluss der Indigirka, in der Republik Sacha gefunden wurde, dass die Art im späten Oberpleistozän zumindest noch im nördlichen Sibirien anwesend war. Das vermutlich nur drei Wochen alte Tier ist mit dem Kopf sowie dem vorderen Rumpf und Gliedmaßen erhalten und starb den Radiocarbondaten zufolge vor 37.020 bis 35.470 Jahren.

### Homotherium serum
In Nordamerika lebte vom obersten Pliozän bis zum oberen Pleistozän eine sehr ähnliche Art Homotherium serum. Ihre Überreste wurden an zahlreichen Stellen zwischen Alaska und Texas gefunden. Das amerikanische Homotherium kam im südlichen Nordamerika wohl neben Smilodon vor. Im Norden des Kontinents war sie dagegen die einzige Säbelzahnkatze. Früher wurde die amerikanische Art oft als Dinobastis bezeichnet. Homotherium dürfte sich im Pliozän aus Machairodus entwickelt haben. In Nordamerika überlebte Homotherium bis vor etwa 12.000 Jahren, so dass ihm die Bevölkerung der Clovis-Kultur noch begegnete.
Ein besonders bekannter Fundort von Homotherium serum ist die Friesenhahn-Höhle im heutigen Texas. Hier wurden neben den Überresten von hunderten junger Mammuts die Skelette von 30 Homotherium und etliche Exemplaren des pleistozänen Wolfes Aenocyon dirus gefunden.

### Weitere Arten

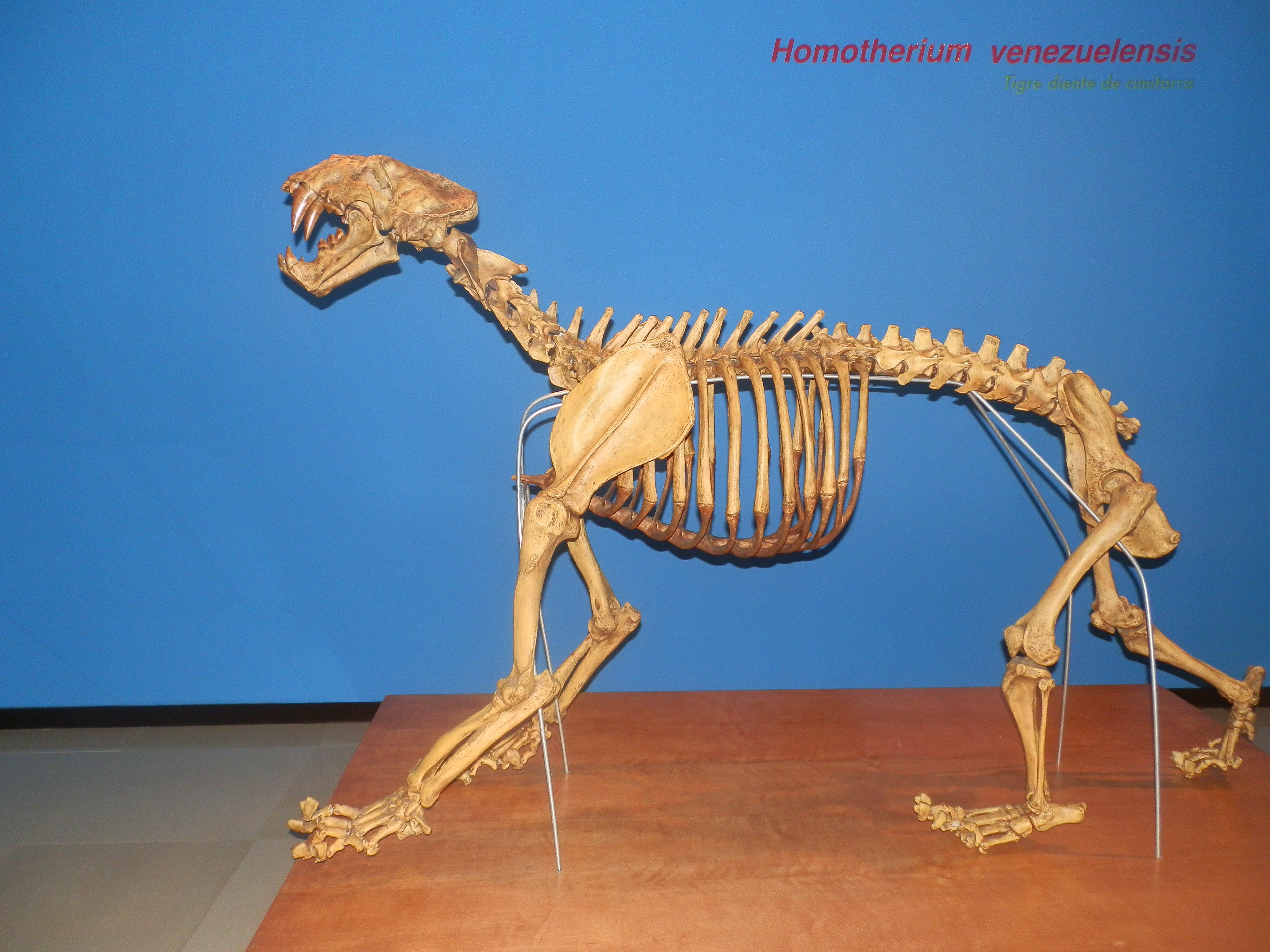
Skelett von Homotherium venezuelensis

Jüngst wurde Homotherium erstmals auch in Südamerika nachgewiesen. Die Form wurde mit dem Artnamen Homotherium venezuelensis belegt. Die Fossilien stammen aus dem frühen bis mittleren Pleistozän und wurden gemeinsam mit anderen Arten, wie etwa der Säbelzahnkatze Smilodon an der Fundstelle El Breal de Orocual in Monagas im Norden Venezuelas gefunden. Die Landschaft in der Homotherium dort lebte, dürfte einer Savanne, ähnlich den heutigen Llanos, geglichen haben.

## Paläobiologie

### Weichteilrekonstruktion
Häufig werden für Homotherium wie für andere Säbelzahnkatzen auch in Lebendrekonstruktionen die oberen starken Eckzähne unbedeckt und damit als äußerlich sichtbares Merkmal bei geschlossenem Maul angegeben. Inwiefern dies tatsächlich so war, wird diskutiert. Bei heutigen Großkatzen bedecken die muskulösen Lippen die Eckzähne bei Gebissschluss. Die oberen Eckzähne werden hierbei von einer zungernartigen Tasche aus Muskeln und Bindegewebe an der Innenseite der unteren Lippe aufgenommen. Die Lippen sind zudem sehr flexibel, so dass die Zähne bei Bedarf gezeigt werden können. Eine vergleichbare Maulstruktur ist auch für Homotherium anhand ähnlich kräftiger Muskelmarken am Schädel anzunehmen, vor allem im Bereich der Augenfenster. Das vordere Rostrum mit den Schneide- und Eckzähnen war bei Homotherium aber sehr breit und kastenförmig gestaltet, ebenso wie der Unterkiefer. Eine den heutigen Großkatzen ähnelnde untere Lippe wäre jedoch zu breit, um in den sich anatomisch ergebenden schmalen Schlitz zwischen dem Unterkiefer und den oberen Eckzähnen Platz zu finden. Als wahrscheinlicher ist daher zu erachten, dass die untere Lippe die oberen Eckzähne beim geschlossenen Maul äußerlich umgab, was das Gebiss dann vollständig verborgen hätte. Abweichend davon wies Smilodon eine schmale Schnauze und einen ebensolchen Unterkiefer auf, die oberen Eckzähne standen dem gegenüber weit auseinander. Dadurch dürften die oberen Eckzähne bei dieser Form unbedeckt gewesen sein.
Anhand einer Eismumie vom Ufer der Badjaricha in der russischen Republik Sacha konnte erstmals das äußere Erscheinungsbild eines Jungtiers studiert werden, zudem ist es der erste Fall, dass der Habitus einer Tierart überliefert blieb, für die es keine rezenten Analogien in der Natur gibt. Das bezogen auf den Zahndurchbruch beim heutigen Löwen wohl rund drei Wochen alte Jungtier besitzt einen gut 11 cm langen Kopf und zeichnet sich durch eine große Schnauze, kleine Ohren, einen kräftigen Hals, der zweimal so dick ist wie bei einem gleichalten Löwenjungen, und verlängerte Vorderbeine aus. Das Fell weist einen dunkelbraunen Farbton auf und besteht aus kurzen, gut 20 bis 30 mm langen Haaren. Das Rückenfell ist länger als das Fell der Beine. Auf der Oberlippe sind zwei Reihen von Vibrissen ausgebildet. Generell wirkt das Haar an den Maulwinkeln relativ lang. Die Struktur des Fells ist wenig differenziert, es besteht weitgehend nur aus Leithaaren ohne Unterwolle. Hier finden sich Übereinstimmungen mit ähnlich alten Jungen des Löwen, aber Unterschiede zu solchen des Höhlenlöwen, die eine Unterwolle aufweisen. Zudem ist bei den Haaren des Homotherium-Jungtiers der Markkanal kaum ausgeprägt, wodurch die Wärmeisolation wohl stark gemindert war. Löwenjungen wiederum besitzen Markkanäle in ihren Haaren. Dies verleiht ihrem Fell eine bessere Schutzfunktion vor Überhitzung. Das insgesamt 9,4 cm lange Vorderbein endet in einer 6,3 cm langen und 5,7 cm breiten Pfote. Die inneren Zehenpolster sind eher quadratisch geformt im Gegensatz zu den ovalen beim Löwen. Das Polster an der Mittelhand ist hingegen bohnenförmig. Abweichend vom Löwen und anderen Katzen fehlt das Polster am Handgelenk. Die Krallen stimmen in ihrer Gestalt mit jenen des Löwen überein.

### Lebensweise
Besonders die Funde aus der Friesenhahn-Höhle lassen Rückschlüsse auf die Lebensweise und insbesondere auf die Ernährungsgewohnheiten dieser Tiere zu. Neben etlichen Skeletten von knapp drei Dutzend jungen und erwachsenen Homotherium wurden in dieser Höhle die Reste von ähnlich vielen jungen Präriemammuts (Mammuthus columbii) gefunden (eine ursprüngliche Angabe von 200 bis 400 Mammut-Individuen erwies sich nach einer erneuten Überprüfung des Knochenmaterials als zu hoch). Diese waren fast alle ungefähr 2 Jahre alt, was genau dem Alter entspricht, in dem sich rezente junge Elefanten gelegentlich von ihren Müttern entfernen und erste Erkundungen abseits der Herde wagen. In einigen Gebieten Afrikas fallen auch junge Afrikanische Elefanten in diesem Alter teilweise Löwen zum Opfer, was einen gewissen Vergleich bezüglich der Ernährungs- und Jagdweise von Homotherium und einigen Löwenpopulationen ermöglicht. Das legt nahe, dass die Säbelzahnkatzen befähigt waren, jungen Präriemammuts mit ihren langen Eckzähnen schnell tödliche Wunden beizubringen. Ob sie dabei in Gruppen oder einzeln jagten, ist anhand der Fossilfunde aber nicht klärbar. Das häufige Auftreten von ursprünglich fleischreichen Gliedmaßenknochen lässt annehmen, dass Homotherium seine Opfer am Tötungsort zerlegte und nur die nahrungsreichen Elemente in die Höhle transportierte. Da außer den Präriemammuts und einigen Amerikanischen Mastodonten (Mammut americanum) nur wenige andere Beutetiere dort gefunden wurden, kann man im Grunde ausschließen, dass sich die Tiere ausschließlich von verendeten Tieren ernährt haben. Eine derartige Spezialisierung der Beute in Arten- und Altersstruktur ist nicht mit einem Aasfressertum zu vereinbaren. Dadurch war Homotherium offensichtlich auf Beutetiere spezialisiert, die etwa die Größe eines heutigen Kaffernbüffels erreichten. Die Annahmen aus den Befunden der Friesenhahn-Höhle ließen sich durch Isotopenanalysen und Untersuchungen der Abnutzungsspuren der Zähne weitgehend bestätigen. Die Isotopenanalysen zeigten auf, dass Homotherium vor allem große Pflanzenfresser offener Landschaften bevorzugte. Die Zahnabnutzungsspuren wiederum sprechen für eher weiche bis zähe Nahrung, dementsprechend also überwiegend Fleisch und Haut. Das entspricht in etwa den Nahrungsgewohnheiten heutiger Geparden, die nicht auf Knochen herumnagen, weicht aber von Löwen und Hyänen ab, die häufiger auch harte Materialien zerbeißen. Die Ernährungsweise von Homotherium unterscheidet sich wiederum von der des näher verwandten Smilodon, der eher in Wäldern auf Jagd ging und zudem Knochen zerkaute.
Genetische Untersuchung an Fossilresten aus dem Yukon Territory in Kanada erbrachten einzelne Hinweise, die auf die Lebensweise schließen lassen. Demnach war der Sehsinn gut ausgeprägt, was unter anderem auch der vergrößerte und komplexe Visuelle Cortex der Großhirnrinde befürwortet. Außerdem fanden sich Gene, die eine Circadiane Rhythmik unterstützen. Homotherium trat dadurch offensichtlich und im Unterschied zu vielen heutigen Großkatzen als tagaktiver Jäger auf. Andere Gene wiederum sind positiv mit dem Atemtrakt, der Sauerstoffzufuhr und der Blutbildung verbunden und haben Rückwirkungen auf das Muskel- und Skelettsystem. Sie verweisen auf eine generell schnelle (cursoriale) Fortbewegungsweise. In Verbindung mit einigen skelettanatomischen Kennzeichen wie der nach hinten abfallenden Rückenlinie, dem schlanken Bau der Gliedmaßen sowie den weniger gut einziehbaren Krallen kann dies auf einen ausdauernden Läufer in offenen Lebensräume, wie Steppen, hinweisen. Andere genetische Befunde betreffen die Kognition, das Nervensystem und das Verhalten. Auch wenn schwer genetisch belegbar, untermauern sie jedoch die Vermutung, dass Homotherium ein in Rudeln lebendes Tier war und über eine komplexe soziale Interaktion verfügte.
Gelegentlich finden sich pathologische Knochenveränderungen im Bereich der Gelenke wie an einem Schulterblatt aus Schöningen belegt. Diese können auf traumatische Ereignisse oder Osteoarthritis zurückgeführt werden. Gelenkerkrankungen an den vorderen Gliedmaßen, hier vor allem der Ellenbogen, sind bei heutigen Hauskatzen relativ häufig und gehen auf die Lauerjagd mit anschließendem starken Einsatz der Vorderbeine zurück. Andere äußere Einwirkungen finden sich unter anderem in abgebrochenen Eckzähnen, die wohl ein Resultat von Rivalenkämpfen oder einer starken Wehr der Beutetiere bilden.

## Systematik
Homotherium ist eine Gattung aus der Unterfamilie der Säbelzahnkatzen (Machairodontinae) und der Familie der Katzen (Felidae). Die ausgestorbene Gruppe der Säbelzahnkatzen, charakterisiert durch ihre stark verlängerten und seitlich abgeplatteten oberen Eckzähne und damit verbundene Anpassungen der Schädelmorphologie, sind im Verlauf des Mittleren Miozäns vor rund 15 Millionen Jahren erstmals fossil fassbar. Ihr Verbreitungsgebiet umfasste Eurasien, Afrika und Nordamerika sowie Südamerika. Sie gelten als ein Seitenzweig der Katzen. Laut molekulargenetischen Analysen trennte sich dieser bereits im Unteren Miozän vor rund 20 Millionen Jahren von der Linie der übrigen Katzen ab, was somit noch vor dem Zeitpunkt geschah, zu dem sich die heutigen Katzen stärker diversifizierten. Traditionell werden die Säbelzahnkatzen in zwei bis drei Triben aufgeteilt: die Homotheriini, die Smilodontini und die Metailurini. Die Homotheriini mit Homotherium als Charakterform zeichnen sich dabei durch säbelzahnartige, die Smilodontini als Verwandtschaftsgruppe um Smilodon durch eher dolchartige und die Metailurini, deren Typusform Metailurus darstellt, durch deutlich kürzere Eckzähne aus. Letztere wirkten dadurch eher vergleichbar mit heutigen Großkatzen (Pantherinae) und werden daher manchmal auch außerhalb der Säbelzahnkatzen gestellt. Die Homotheriini und die Smilodontini spalteten sich gemäß der genetischen Daten bereits vor 18 Millionen Jahren voneinander ab. Die weit zurückreichende Trennung befürwortet somit auch die Aufteilung der Säbelzahnkatzen in verschiedene Triben.
Homotherium unterscheidet sich von anderen Vertretern der Tribus durch größere und stärker bogenförmig angeordnete obere und untere Schneidezähne, das reduzierte Diastema zwischen dem hintersten oberen Schneidezahn und dem Eckzahn, deutlicher abgeplattete obere Eckzähne und den Verlust des vorderen (zweiten) Prämolaren im Ober- und Unterkiefer zuzüglich einiger weiterer besonderer Merkmale am Schädel. Die Form trat erstmals im Unteren Pliozän vor etwa 5 bis 4 Millionen Jahren auf, frühe Funde stammen aus Odessa in der Ukraine und aus Koobi Fora in Kenia. Sie weist das größte bekannte Verbreitungsgebiet aller Säbelzahnkatzen auf, das sich über die drei klassischen Kontinentalbereiche Eurasien, Afrika und Nordamerika erstreckte, zusätzlich aber auch den nördlichen Teil Südamerikas streifte. Traditionell werden mehrere Arten unterschieden. Bei einigen frühen Vertretern waren die dritten Prämolaren noch vergrößert, wodurch sich diese von den späteren Angehörigen mit kleineren Prämolaren absetzen und eine Abtrennung als Chronospezies rechtfertigen. Teilweise wird diese mit Homotherium davitasvilii bezeichnet. Vor allem die Aufteilung der späten Formen in die weitgehend auf Nordamerika beschränkte Art Homotherium serum und den eurasischen Vertreter Homotherium latidens ist nach einigen Wissenschaftlern als kritisch anzusehen. Schädelmorphologische Untersuchungen aus dem Jahr 2014 an Fundmaterial aus Incarcal im nordöstlichen Spanien und aus der Umgebung von Fairbanks in Alaska im Vergleich mit weiterem Fossilresten zeigen, dass eine hohe Variationsbreite innerhalb dieser späteren Vertreter von Homotherium besteht, die eine Aufteilung in separate Arten nicht begründet. Demnach würden alle diese Formen dem eurasischen Homotherium latidens entsprechen. Mitunter ist die Variation so stark, dass diese auch die Villafranchium-Form Homotherium crenatidens mit einschließt. Allerdings scheinen einige Unterschiede zu den Angehörigen aus südlicheren Gebieten in Nordamerika zu bestehen, was wiederum für die Eigenständigkeit von Homotherium serum in diesem Bereich spricht. Dem gegenüber erwiesen sich in den bereits erwähnten genetischen Studien die Homotherium-Formen aus Nordamerika und Eurasien so stark miteinander verzahnt, dass dies wiederum keine Aufteilung in unterschiedliche Arten unterstützt. Bezüglich Homotherium latidens konnte eine recht hohe genetische Variabilität festgestellt werden, die die heutiger Großkatzen übertrifft. Es kann dadurch angenommen werden, dass die Art eventuell häufiger vorkam, als es der bisherige Fossilbericht vermuten lässt. Ob allerdings das im Vergleich zu anderen Säbelzahnkatzen wie Smilodon bisher wenige Fossilmaterial ein Resultat der Erhaltungsbedingungen bildet, ist momentan unklar. Denkbar ist auch, dass das extrem große Verbreitungsgebiet von Homotherium von tropischen bis hin zu subarktischen Regionen große und weiträumige Wanderungsbewegungen der einzelnen Gruppen voraussetzte und so einen Genfluss mit weit entfernten Populationen ermöglichte. Die genetische Trennung der eurasischen und nordamerikanischen Vertreter erfolgte allerdings bereits im Altpleistozän vor gut 1,68 Millionen Jahren.
Die Gattung Homotherium wurde im Jahr 1890 durch Emilio Fabrini wissenschaftlich erstbeschrieben. Er untersuchte dabei die oberpliozänen und unterpleistozänen Funde von Säbelzahnkatzen, besonders vom Gebiet des Arno in der Toskana, und separierte in deren Folge die größeren Formen als Homotherium von der damals bereits bekannten Gattung Machairodus. Bereits zuvor im Jahr 1846 hatte Richard Owen die ersten Fossilien von Homotherium in Form von Zähnen aus Kents Cavern in England untersucht, diese aber damals zu der von ihm neu kreierten Art Machairodus latidens gestellt. Die Bezeichnung Homotherium wurde nach ihrer Einführung nur selten gebraucht. Erst mit Neufunden vom Omo in Äthiopien und aus Saint Vallier in Frankreich in den 1940er und 1950er setzte sie sich durch.